# Croydon (Cambridgeshire)
Croydon – wieś w Anglii, w hrabstwie Cambridgeshire, w dystrykcie South Cambridgeshire. Leży 17 km na południowy zachód od miasta Cambridge i 70 km na północ od Londynu. Miejscowość liczy 221 mieszkańców.